# بلر بان
بلر بان (انگلیسی: Blair Bann؛ زادهٔ ۲۶ فوریهٔ ۱۹۸۸) بازیکن والیبال اهل کانادا عضو تیم ملی والیبال کانادا و باشگاه دورن آلمان است.